# Henryk Abczyński
Henryk Abczyński h. Abdank (ur. 13 marca 1886 lub 1888 w Trąbinie, zm. 27 stycznia 1975 w Londynie) – pułkownik inżynier korpusu kontrolerów Wojska Polskiego, pilot lotnictwa wojskowego II RP i Polskich Sił Powietrznych w Wielkiej Brytanii.

## Życiorys
Pochodził z rodu Abczyńskich herbu Abdank. Urodził się 13 marca 1886 lub 1888. Ukończył studia na Politechnice Lwowskiej uzyskując tytuł inżyniera budowy maszyn. Był członkiem Stowarzyszenia Techników w Warszawie (w tym czasie pod koniec 1914 mieszkał pod adresem Eue du Mont Tabor 40 w Paryżu).
Podczas I wojny światowej w stopniu porucznika był członkiem Misji Wojskowej Francusko-Polskiej, utworzonej celem organizacji Armii Polskiej we Francji. W 1917 r. został delegowany do Brazylii przez Komitet Narodowy Polski celem rekrutacji do Armii Hallera. Po odzyskaniu przez Polskę niepodległości wstąpił do Wojska Polskiego. Został awansowany do stopnia majora w korpusie kontrolerów ze starszeństwem z dniem 1 czerwca 1919, a następnie do stopnia podpułkownika w korpusie kontrolerów ze starszeństwem z dniem 1 lipca 1923. W 1923 był oficerem Grupy X (do zleceń specjalnych) w Wojskowej Kontroli Generalnej. Z dniem 31 października 1923 roku został przeniesiony w stan nieczynny na okres jednego roku, bez poborów. Z dniem 1 marca 1924 roku, na własną prośbę, został powołany do służby ze stanu nieczynnego. W 1928 był oficerem Departamentu Lotnictwa Ministerstwa Spraw Wojskowych. Został awansowany do stopnia pułkownika w korpusie kontrolerów ze starszeństwem z dniem 1 stycznia 1929. W lutym 1929 zasiadł w radzie nadzorczej Towarzystwa „Linie Lotnicze LOT”. 27 kwietnia 1929 został mianowany na stanowisko kierownika utworzonego wówczas Wojskowego Zakładu Zaopatrzenia Aeronautyki w ramach wojsk balonowych i pełnił to stanowisko w kolejnych latach. Odpowiadał za wydanie decyzji o finansowaniu prototypu samolotu RWD-11 (1934). Od 1935 pełnił funkcję zastępcy szefa Departamentu Aeronautyki Ministerstwa Spraw Wojskowych, przemianowanego w 1936 na Dowództwo Lotnictwa Ministerstwa Spraw Wojskowych, w którym od sierpnia 1938 do marca 1939 pełnił funkcję zastępcy dowódcy do spraw przemysłu i budżetu. Pracował w redakcji kwartalnika „Wiadomości Techniczne Lotnictwa”, wydawanego przez Departament Aeronautyki jako dodatek do „Przeglądu Lotniczego”. Był szefem rady Państwowych Zakładów Lotniczych.
Po wybuchu II wojny światowej 1939 i kampanii wrześniowej przedostał się na Zachód. Przebywał w Ośrodku Oficerskim w Cerizay. Od sierpnia 1940 roku przebywał w Stacji Zbornej Oficerów Rothesay. Został oficerem Polskich Sił Powietrznych w Wielkiej Brytanii.
Po wojnie pozostał na emigracji w Wielkiej Brytanii. Zmarł 27 stycznia 1975 w Richmond Hospital. Został pochowany na cmentarzu East Sheen w okręgu Richmond w Londynie.

## Ordery i odznaczenia
- Krzyż Srebrny Orderu Wojskowego Virtuti Militari (1929)
- Krzyż Oficerski Orderu Odrodzenia Polski (11 listopada 1934)[20][21]
- Krzyż Kawalerski Orderu Odrodzenia Polski (2 maja 1923)[22][23][24]
- Krzyż Walecznych
- Złoty Krzyż Zasługi (dwukrotnie: 10 listopada 1928[25], 15 czerwca 1939[26])
- Medal Pamiątkowy za Wojnę 1918–1921
- Medal Dziesięciolecia Odzyskanej Niepodległości
- Komandor z Gwiazdą Orderu Feniksa (Grecja)[27]
- Komandor Orderu Gwiazdy Rumunii (Rumunia, zezwolenie w 1933)[28][29]
- Oficer Orderu Palm Akademickich (Francja)
- Kawaler Orderu Legii Honorowej (Francja, zezwolenie w 1922)[30]
- Medal Zwycięstwa („Médaille Interalliée”)